# 篠田正悟
篠田 正悟（しのだ しょうご、1991年1月24日 - ）は、トップイーストリーグDiv.1ヤクルトレビンズに所属するラグビー選手。

## プロフィール
- 埼玉県出身[1]。
- ポジションはウィング(WTB)。
- 身長 170cm、体重 84kg
- 1対1での強さはピカイチである。
- ニックネームはモーフィアス、将軍様[2]。
- 7人制日本代表候補に選ばれたことがある[3]。

## 略歴
2009年、深谷高校卒業後、立正大学に入学する。
2012年、立正大学ラグビー部の副将に就任した。
2013年、立正大学卒業後、日野自動車レッドドルフィンズに加入。同年9月14日に行われたトップイーストリーグの横河武蔵野アトラスターズ戦に先発出場で公式戦初出場を果たす。
2020年、日野レッドドルフィンズを退団した。
2021年、ヤクルトレビンズに加入。